# Квітка. Я до тебе йду
«Квітка. Я до тебе йду» (англ. Kvitka) — робоча назва майбутнього біографічного мюзиклу виробництва України за сценарієм Сергія Дзюби та Артемія Кірсанова. Сюжет фільму заснований на історії першого та єдиного приїзду американської співачки українського походження Квітки Цісик до Львова у 1983 році.

## Сюжет
В травні 1983 року успішна американська студійна співачка українського походження Квітка Цісик вперше здійснює туристичну подорож до радянської України разом із матір'ю Іванною. Окрім офіційної мети — побачити батьківщину своїх предків та відвідати могили родичів, Квітка має таємну місію — таємно отримати від активістів українського Пласту та вивезти до США документи про вбивство українського співака Володимира Івасюка, скопійовані з архівів КДБ.

## Цікаві факти
У майбутньому фільмі Квітку Цісик буде показано не лише як блискучу співачку, але і як пластунку та справжню патріотку України.
Саме після відвідування УРСР у другому альбомі українських пісень Квітки Цісик «Два кольори» (англ. Two colours) 1989 року з'явилася пісня Володимира Івасюка «Я піду в далекі гори» у незвичному сумному виконанні.

## Виробництво
Сценарій фільму створений за підтримки Українського культурного фонду у 2019 році.
Наразі почався процес створення знімальної групи.
За словами продюсерки фільму Валерії Борщевської на прем'єру можна очікувати у 2022 році.